# Аджиголь (озеро)
Аджиго́льське озеро (Аджиголь, Ащіголь; крим. Accıgöl) — озеро в Криму, що розташоване на лагунній рівнині західної частині Керченського півострова біля селища міського типу Приморський. У перекладі з кримськотатарської мови назва означає — «гірке озеро». Озеро має морське походження. Його протяжність по довгій осі 1200—1400 м, у поперечнику — від 600 м на заході до 300 м на сході.
Площа дзеркала — 0,49 км²; площа водозбору — 2,5 км². Тип загальної мінералізації — опріснене.

## Лікувальні властивості озера
Запаси пелоїдів озера Аджиголь сягають понад сімдесят тисяч тонн. Згідно з чинною класифікацією, це так званий муловий сульфідний тип родовищ. Його бруд характеризується досить стійкими санітарно-мікробіологічними показниками. Зокрема, високим вмістом сірководню — до 290 мг на 100 грамів сирого бруду. Нині озеро виключено зі списку лікувальних, через забруднення стічними водами.
Першу бальнеологічну лікарню, яка використовувала для процедур бруд з Аджиголя, відкрили у Феодосії в XIX столітті.